# Distretto di Suehn Mecca
Il distretto di Suehn Mecca, spesso semplicemente distretto di Mecca, è un distretto della Liberia facente parte della contea di Bomi.